# Clarion, Pennsylvania
Clarion är administrativ huvudort i Clarion County i delstaten Pennsylvania. Orten har fått sitt namn efter floden Clarion River. Enligt 2010 års folkräkning hade Clarion 5 276 invånare.